# 팔로워가 가장 많은 트위터 계정 목록
팔로워가 가장 많은 트위터 계정 목록 목록에는 소셜 미디어 플랫폼 X, 이전에는 트위터로 알려진에서 팔로워 수가 가장 많은 상위 50개 계정이 포함되어 있습니다. 일론 머스크, 버락 오바마, 크리스티아누 호날두, 나렌드라 모디, 저스틴 비버, 리한나, 케이티 페리, 도널드 트럼프와 같은 저명한 인물들이 목록의 상위권을 차지하고 있으며, 각각 1억 명 이상의 팔로워를 보유하고 있습니다. 케이티 페리는 이 이정표를 넘어선 최초의 인물이었습니다. 2025년 2월 현재, 1억 명을 돌파한 계정은 8개에 불과하며, 일론 머스크는 유일하게 2억 명 이상의 팔로워를 보유한 계정입니다.

## 최다 팔로워 계정
다음 표는 X에서 팔로워 수가 가장 많은 상위 50개 계정을 백만 단위로 반올림하여 내림차순으로 정렬한 것이며, 각 계정에 대한 설명도 포함되어 있습니다. 아래 나열된 일부 계정(예: x.com/EllenDeGeneres)은 삭제되었습니다. 많은 계정이 몇 달 또는 몇 년 동안 비활성 상태입니다.

일론 머스크는 X (이전 트위터)의 소유자이자 X에서 가장 많은 팔로워를 보유한 인물이다.

전 미국 대통령 버락 오바마는 X에서 가장 많은 팔로워를 보유한 정치인이다.

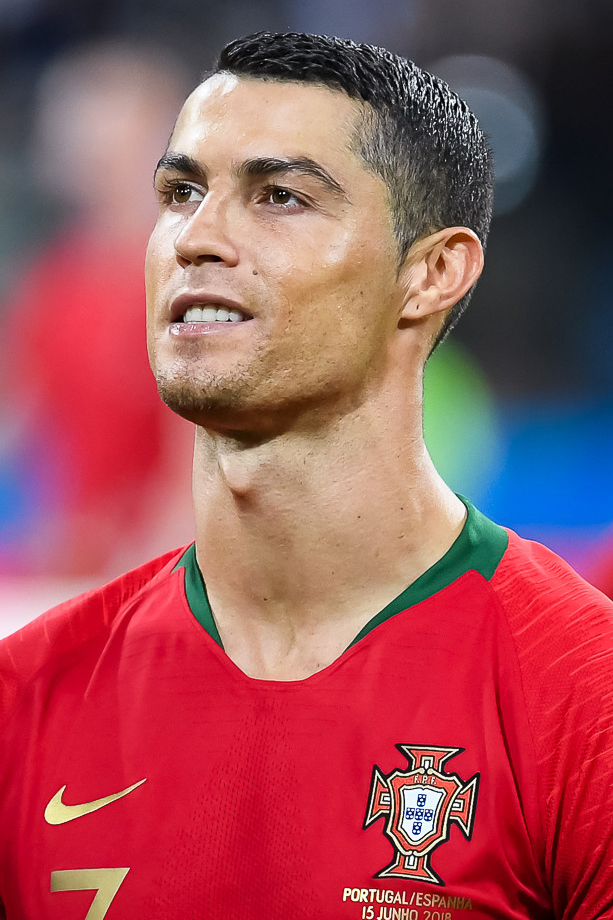
포르투갈 축구 선수 크리스티아누 호날두는 X에서 가장 많은 팔로워를 보유한 스포츠 선수이다.

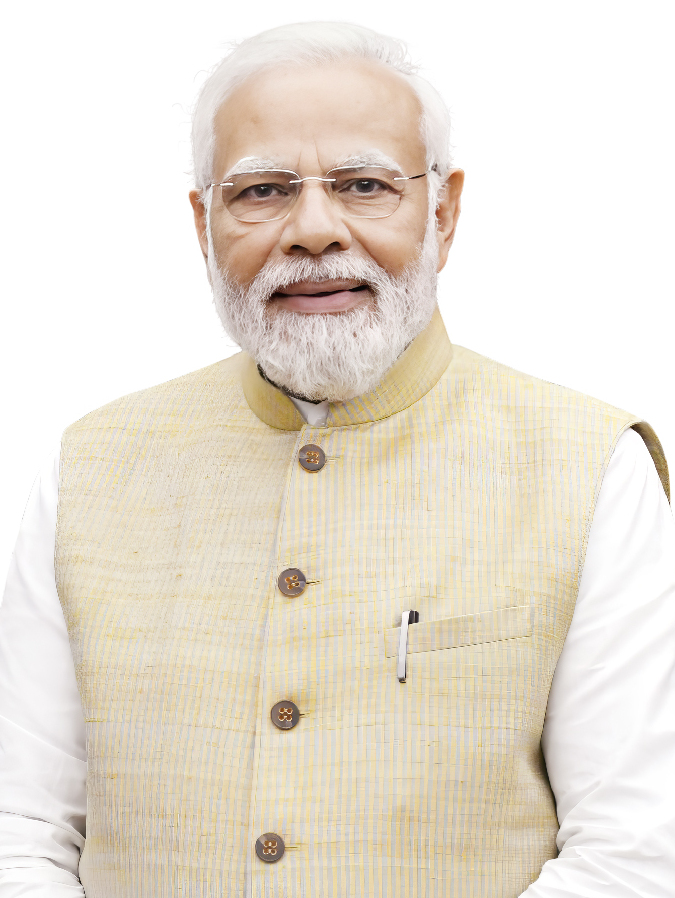
인도 총리 나렌드라 모디는 X에서 가장 많은 팔로워를 보유한 아시아인이다.

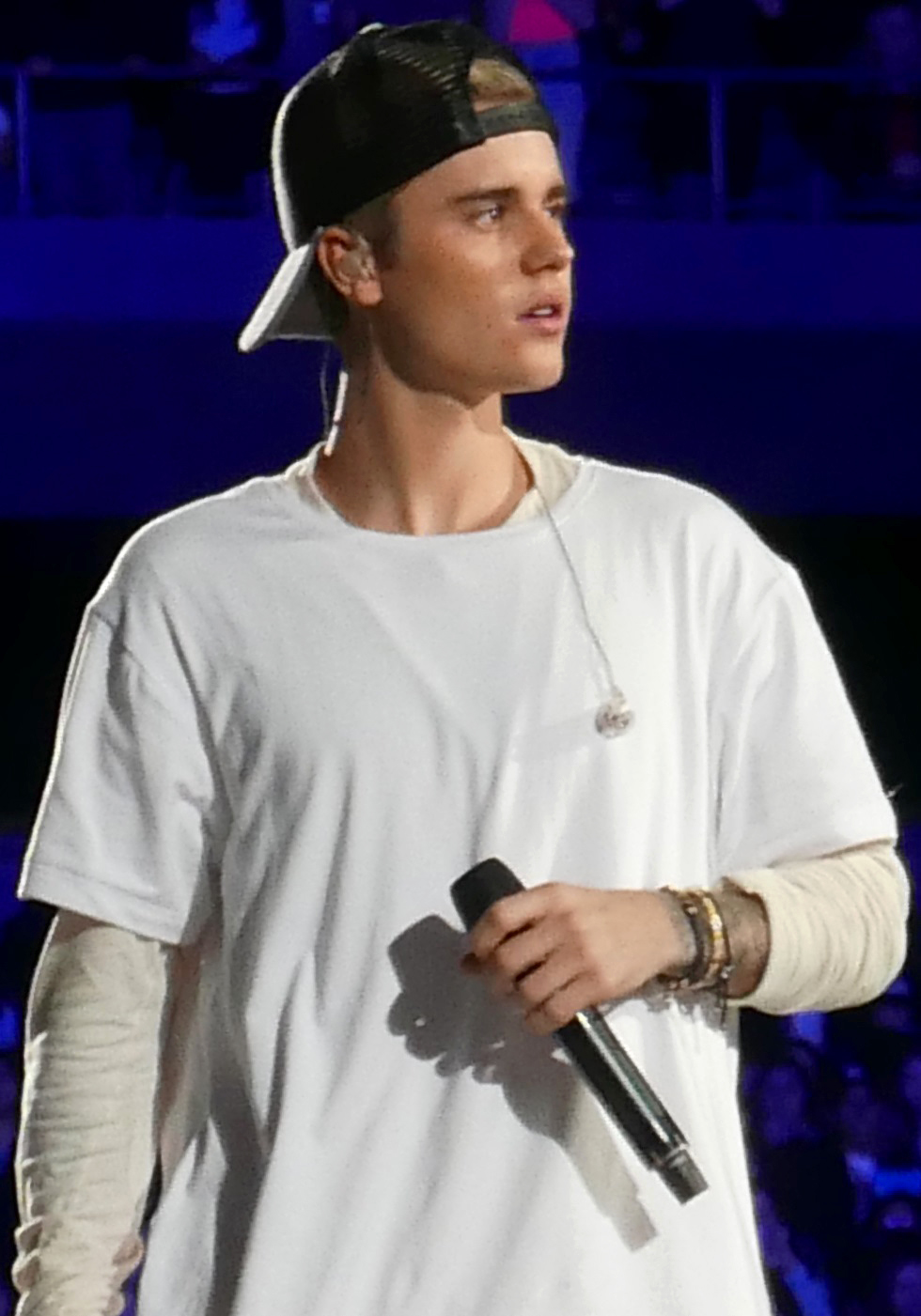
캐나다 가수 저스틴 비버는 2022년 이후 게시물을 올리지 않았음에도 불구하고 X에서 가장 많은 팔로워를 보유한 음악가이다.

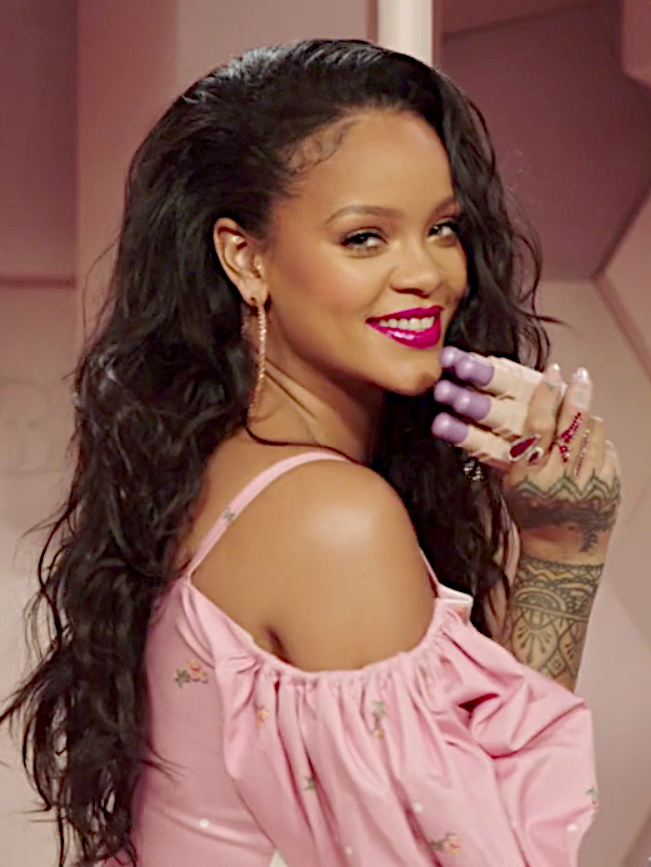
바베이도스 가수 리한나는 X에서 가장 많은 팔로워를 보유한 여성이다.

| 순위             | 사용자 이름      | 소유자              | 팔로워 (백만) | 설명                                                        | 브랜드 계정 |
| ---------------- | ---------------- | ------------------- | ------------- | ----------------------------------------------------------- | ----------- |
| 1                | @elonmusk        | 일론 머스크         | 222.2         | 사업가, X/트위터, xAI, 스페이스X의 소유자 및 전 대통령 고문 |             |
| 2                | @BarackObama     | 버락 오바마         | 130.3         | 미국 대통령 (2009–2017)                                     |             |
| 3                | @Cristiano       | 크리스티아누 호날두 | 115.6         | 축구 선수                                                   |             |
| 4                | @narendramodi    | 나렌드라 모디       | 108.9         | 인도 총리 (2014–현재)                                       |             |
| 5                | @justinbieber    | 저스틴 비버         | 108.6         | 음악가                                                      |             |
| 6                | @realDonaldTrump | 도널드 트럼프       | 107.88        | 미국 대통령 (2017–2021, 2025–현재)                          |             |
| 7                | @rihanna         | 리한나              | 107.7         | 음악가                                                      |             |
| 8                | @katyperry       | 케이티 페리         | 104.5         | 음악가                                                      |             |
| 9                | @taylorswift13   | 테일러 스위프트     | 93.6          | 음악가                                                      |             |
| 10               | @NASA            | 미국 항공 우주국    | 87.1          | 우주국                                                      | Yes         |
| 11               | @ladygaga        | 레이디 가가         | 81.8          | 음악가 및 배우                                              |             |
| 12               | @YouTube         | 유튜브              | 78.9          | 온라인 비디오 공유 플랫폼                                   | Yes         |
| 13               | @KimKardashian   | 킴 카다시안         | 74.5          | 텔레비전 유명인                                             |             |
| 14               | @TheEllenShow    | 엘런 드제너러스     | 72.3          | 코미디언 및 텔레비전 진행자                                 |             |
| 15               | @X               | X (이전 트위터)     | 68.7          | 플랫폼 운영자                                               | Yes         |
| 16               | @BillGates       | 빌 게이츠           | 65.7          | 사업가 및 자선사업가                                        |             |
| 17               | @selenagomez     | 셀레나 고메즈       | 65.6          | 음악가 및 배우                                              |             |
| 18               | @imVkohli        | 비라트 콜리         | 65.4          | 크리켓 선수                                                 |             |
| 19               | @neymarjr        | 네이마르            | 63.8          | 축구 선수                                                   |             |
| 20               | @cnnbrk          | CNN 속보            | 63.8          | 뉴스 채널                                                   | Yes         |
| 21               | @CNN             | CNN                 | 62.9          | 뉴스 채널                                                   | Yes         |
| 22               | @jtimberlake     | 저스틴 팀버레이크   | 60.0          | 음악가 및 배우                                              |             |
| 23               | @PMOIndia        | 인도 총리실         | 57.1          | 인도 총리실                                                 | Yes         |
| 24               | @nytimes         | 뉴욕 타임스         | 55.2          | 신문                                                        | Yes         |
| 25               | @espn            | ESPN                | 54.9          | 스포츠 채널                                                 | Yes         |
| 26               | @britneyspears   | 브리트니 스피어스   | 54.0          | 음악가                                                      |             |
| 27               | @shakira         | 샤키라              | 53.1          | 음악가                                                      |             |
| 28               | @KingJames       | 르브론 제임스       | 52.9          | 농구 선수                                                   |             |
| 29               | @ChampionsLeague | UEFA 챔피언스리그   | 52.7          | 축구 리그                                                   | Yes         |
| 30               | @ddlovato        | 데미 로바토         | 51.9          | 음악가 및 배우                                              |             |
| 31               | @realmadrid      | 레알 마드리드 CF    | 51.8          | 축구 클럽                                                   | Yes         |
| 32               | @BBCBreaking     | BBC 속보            | 51.7          | 뉴스 채널                                                   | Yes         |
| 33               | @FCBarcelona     | FC 바르셀로나       | 49.3          | 축구 클럽                                                   | Yes         |
| 34               | @jimmyfallon     | 지미 팰런           | 49.3          | 코미디언 및 텔레비전 진행자                                 |             |
| 35               | @SrBachchan      | 아미타브 바찬       | 48.9          | 배우                                                        |             |
| 36               | @BTS_twt         | 방탄소년단          | 48.5          | 음악가                                                      |             |
| 37               | @NBA             | NBA                 | 47.4          | 농구 리그                                                   | Yes         |
| 38               | @akshaykumar     | 악샤이 쿠마르       | 46.9          | 배우                                                        |             |
| 39               | @BeingSalmanKhan | 살만 칸             | 45.9          | 배우                                                        |             |
| 40               | @MileyCyrus      | 마일리 사이러스     | 45.8          | 음악가 및 배우                                              |             |
| 41               | @premierleague   | 프리미어리그        | 44.8          | 축구 리그                                                   | Yes         |
| 42               | @bts_bighit      | 방탄소년단          | 44.7          | 음악가                                                      |             |
| 43               | @iamsrk          | 샤루크 칸           | 44.1          | 배우                                                        |             |
| 44               | @JLo             | 제니퍼 로페즈       | 44.0          | 음악가 및 배우                                              |             |
| 45               | @SportsCenter    | SportsCenter        | 43.9          | 스포츠 채널                                                 | Yes         |
| 46               | @BrunoMars       | 브루노 마스         | 42.1          | 음악가                                                      |             |
| 47               | @Oprah           | 오프라 윈프리       | 41.1          | 텔레비전 유명인                                             |             |
| 48               | @BBCWorld        | BBC World News      | 41.0          | 뉴스 채널                                                   | Yes         |
| 49               | @sachin_rt       | 사친 텐둘카르       | 40.5          | 전 크리켓 선수                                              |             |
| 50               | @NiallOfficial   | 나일 호런           | 39.7          | 음악가                                                      |             |
| 2025년 02월 기준 |                  |                     |               |                                                             |             |

## 같이 보기
- 리트윗이 가장 많은 트윗 목록
- 좋아요가 가장 많은 트윗 목록
- 팔로워가 가장 많은 인스타그램 계정 목록
- 팔로워가 가장 많은 틱톡 계정 목록
- 팔로워가 가장 많은 페이스북 페이지 목록
- 구독자가 가장 많은 유튜브 채널 목록
- 유튜브 최다 조회수 영상 목록
- 스포티파이에서 가장 많이 스트리밍된 아티스트 목록
- 스포티파이 스트리밍 기록 목록
- 팔로워가 가장 많은 트위치 채널 목록